# Brinsop
Brinsop är en by i civil parish Brinsop and Wormsley, i grevskapet Herefordshire, i England. Byn är belägen 8 km från Hereford. Brinsop var en civil parish fram till 1987 när blev den en del av Brinsop & Wormsley. Civil parish hade 111 invånare år 1961. Byn nämndes i Domedagsboken (Domesday Book) år 1086, och kallades då Hope.